# US Marosticense
Die Unione Sportiva Marosticense ist ein italienischer Fußballverein aus der Kleinstadt Marostica. Die erste Mannschaft spielt aktuell in der 6. Liga Italiens, der Campionato di Eccellenza.

## Geschichte
Die Gründung der US Marosticense erfolgte 1900 von Mitarbeitern eines Unternehmens in Marostica, welches Strohhüte herstellte. Für die bevorstehende Reise nach Genua, von wo aus die Strohhüte in alle Welt verschifft wurden, wurde von Carl Serafini und Francisco Blows eine Fußballmannschaft organisiert, um sich bei dieser Gelegenheit mit einem genuesischen Team zu messen. Auch nach diesem Spiel wurden von den aktiven Mitgliedern verschiedene Veranstaltungen durchgeführt. 1909 wurde von einer Gruppe junger Männer um Gianno Cecchin, welcher für seine Verdienste während des Ersten Weltkriegs mit einer Ehrenmedaille ausgezeichnet werden sollte, der Verein reorganisiert und neu aufgestellt.
Im Januar 1919 wurde Lorenzo Padovan der neue Präsident des Vereins. Mit ihm wurden im Verein U.S. Marosticense neben Fußball auch weitere Sportarten mitaufgenommen und aktiv betrieben. Dank einer Spende von Cavaliere Joseph Rubbi konnte 1927 ein eigener Fußballplatz mit Umkleideräumen und Erdhügeln als Zuschauertribünen an der Via Campo Sportivo erstellt werden. Jahre später wurde aufgrund des aufkommenden Faschismus und dem Zweiten Weltkrieg der Spielbetrieb eingestellt. Nach Kriegsende wurden am 15. Mai 1945 die Aktivitäten des Vereins wieder aufgenommen. Die damals neu erstellten Vereinsstatuten sind bis heute nahezu unverändert geblieben.
In der Saison 1945/1946 gewann die U.S. Marosticense die Meisterschaft in der 1. Division, was den Aufstieg in die Serie C bedeutete. Aus wirtschaftlichen Gründen wurde jedoch auf die Promotion verzichtet. 1952/53 gewann man die Meisterschaft in der Campionato di 1ª Categoria. Als einer der ersten Amateur-Vereine in Italien begann die U.S. Marosticense ab 1967 eigene Fußballmannschaften für den Nachwuchs (damals NAGS genannt) zu unterhalten. In den folgenden Jahrzehnten pendelte die erste Mannschaft zwischen den Ligen Campionato di 2ª Categoria (9. Liga), Campionato di 1ª Categoria (8.), Campionato di Promozione (7.) und Campionato di Eccellenza (6.).
In der Saison 2010/2011 spielte die U.S. Marosticense in der Campionato di Eccellenza und erreichte den 14. Rang. In den folgenden Relegationsspielen unterlag man Romano D'Ezzelino mit 0:1 im Heimspiel und erreichte auswärts ein 1:1, wodurch der Abstieg in die Campionato di Promozione Tatsache wurde. In der Saison 2011/2012 wurde bereits am 25. von insgesamt 30 Spieltagen mit einem Unentschieden auswärts gegen Vedelago-ElleEsse der Wiederaufstieg in die Campionato di Eccellenza sichergestellt.
In der folgenden Saison etablierte sich die U.S. Marosticense erfolgreich in der Campionato di Eccellenza und erreichte mit 44 Punkten aus 30 Spielen einen überraschend guten 6. Rang. 2013/14 konnte die gute Leistung jedoch nicht bestätigt werden, erst im Play-out sicherte sich Marosticense den Klassenerhalt nach einem Sieg gegen M.M. Sarego.

## Stadion

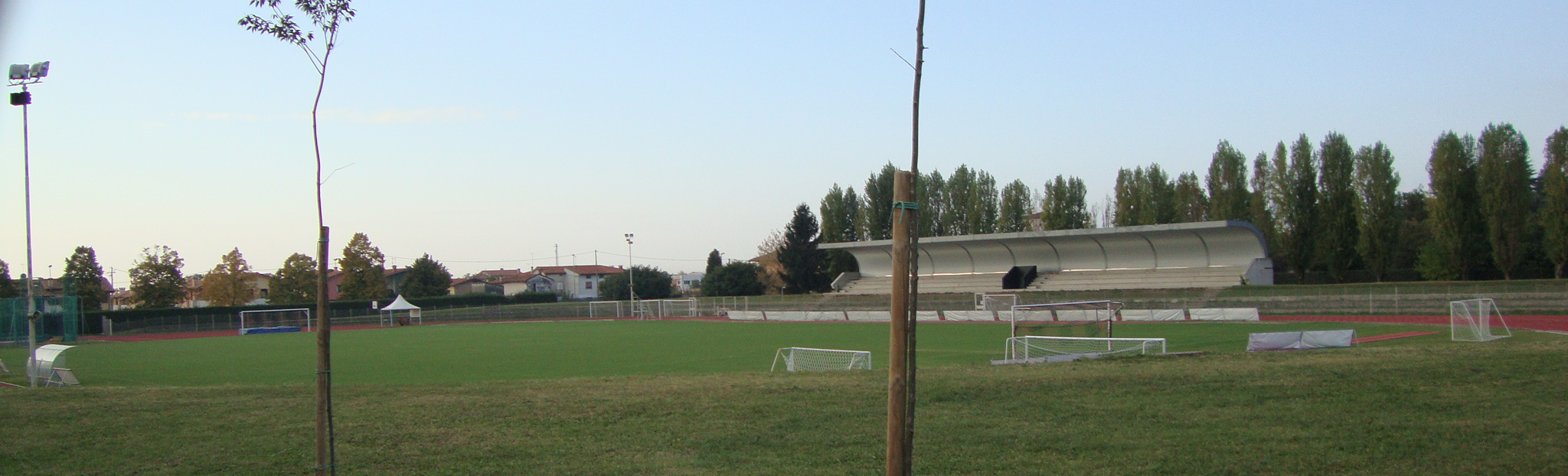
Stadio comunale Virgilio Maroso

Die U.S. Marosticense trägt ihre Heimspiele im Stadio comunale Virgilio Maroso aus. Das Stadion verfügt über 300 Sitzplätze und ca. 3'000 Stehplätze auf den begrünten Erdhügeln. Benannt ist das Stadion nach dem 7-fachen italienischen Nationalspieler Virgilio Maroso, welcher 1925 in Marostica geboren wurde und mit dem FC Turin 4-mal die italienische Meisterschaft gewann. Er kam am 4. Mai 1949 beim Flugunfall von Superga ums Leben.